# Parafia św. Marii Magdaleny w Mieleszynie

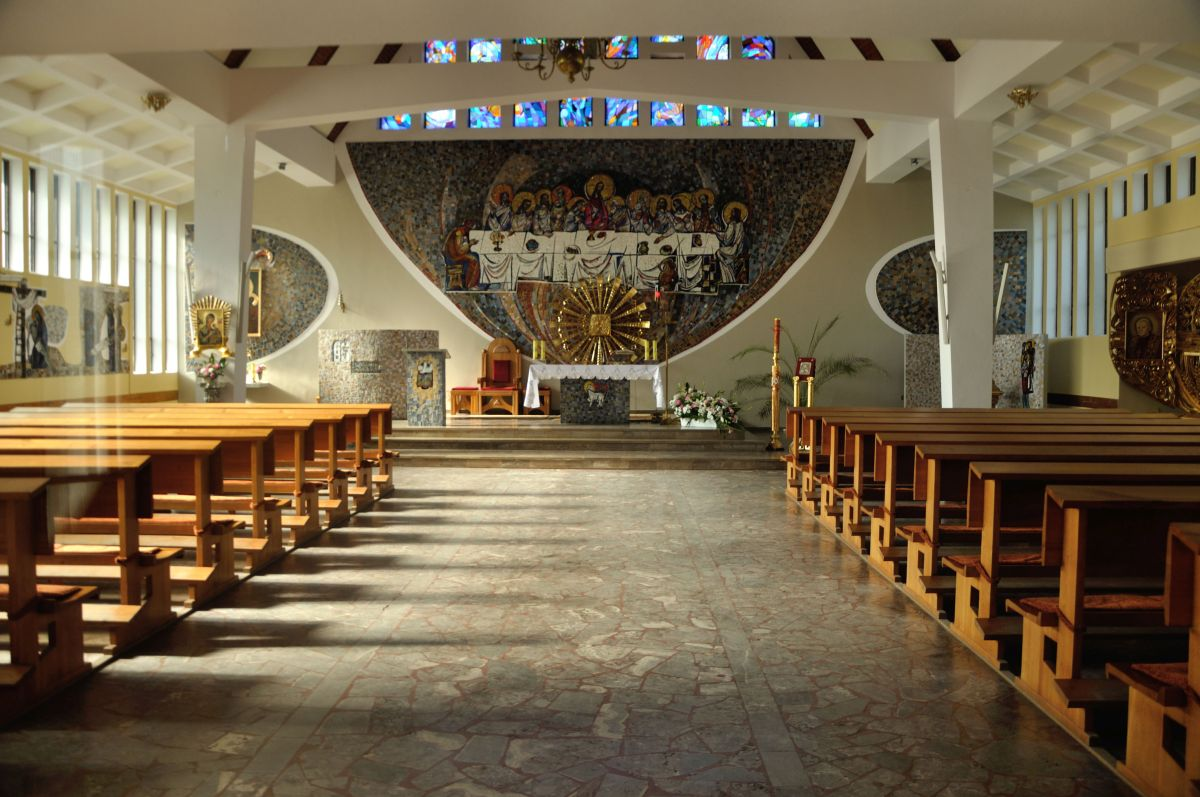
Kościół w Mieleszynie, wnętrze 2015

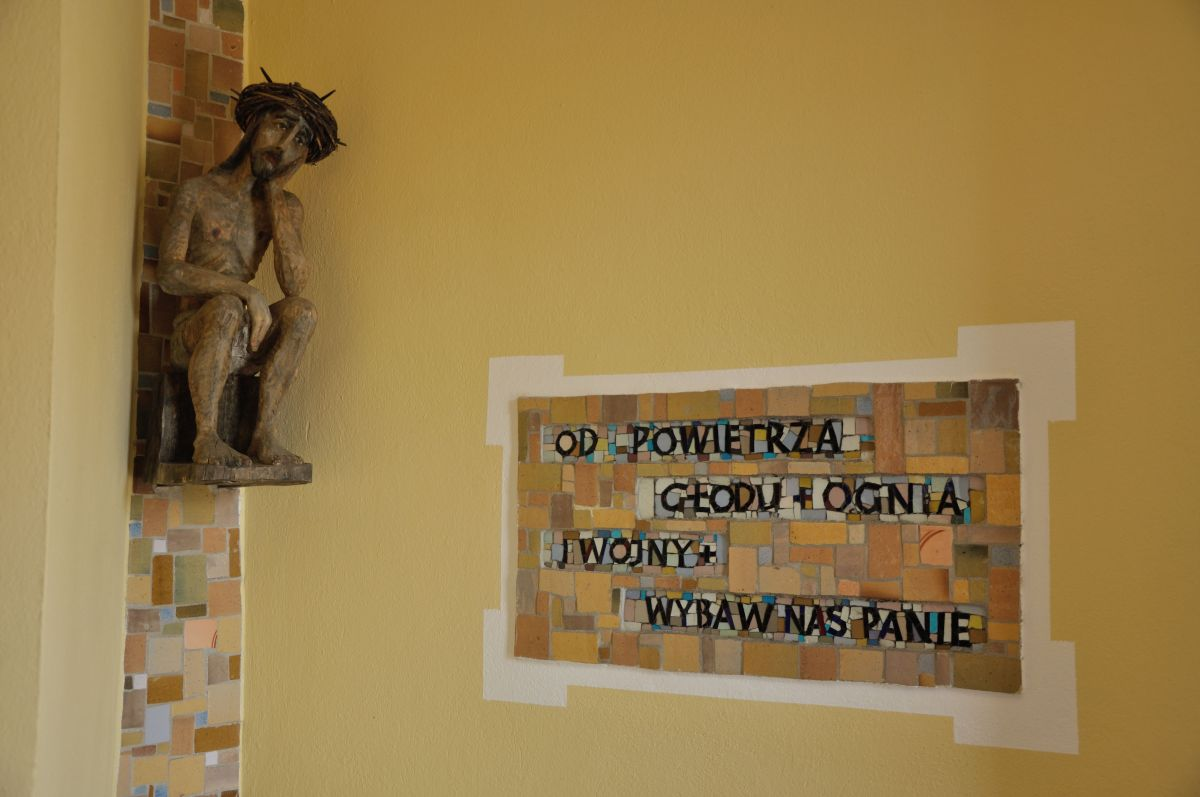
Kościół w Mieleszynie 2015

Parafia św. Marii Magdaleny w Mieleszynie – parafia rzymskokatolicka należąca do dekanatu Bolesławiec diecezji kaliskiej. Została utworzona prawdopodobnie w poł. XIV wieku. Mieści się pod numerem 211.

## Historia
Dokładna data powstania parafii nie jest znana. Pierwszy raz parafia w Mieleszynie została wymieniona w 1412 r. wśród parafii, które należały do archidiakonatu rudzkiego. Jedna ze wzmianek w Lib. Benefic. Łaskiego z 1521 r. mówi o tym, że parafia na początku w XVI wieku była spustoszona i z braku wyposażenia włączona do parafii w pobliskim w Bolesławcu, ale już w 1541 roku była znów oddzielną parafią. W 1820 r. parafia była powtórnie spustoszona i została połączona z parafią w Wójcinie, ale po trzech latach ponownie się usamodzielniła i stała się oddzielną parafią. Pierwotny, drewniany kościół w Mieleszynie dotrwał do XVIII wieku. Drugi kościół został zbudowany w 1760 r. Na początku XIX wieku świątynia była w tak złym stanie, że parafię należało zawiesić. Wyremontowano ją dopiero w 1823 roku. Kościół ten dotrwał do II wojny światowej, 2 września 1939 roku, zaraz po wkroczeniu Niemców, świątynię spalono. Po wojnie w latach 40. XX wieku kościół postawiono od nowa, był on drewniano-murowany. Poświęcenie kościoła odbyło się pod koniec sierpnia 1946 roku przez dziekana bolesławieckiego, ks. Juliana Kowalskiego. Jednak w miarę upływu lat, kościół nie spełniał swoich oczekiwań, dlatego 27 maja 1980 roku wybudowano nowy kościół, który możemy obecnie oglądać. Poświęcenie świątyni odbyło się po dwóch latach, w końcu sierpnia 1982 roku, konsekracja odbyła się 5 lat później.

## Księża pełniący posługę w parafii
ks. Marian Rogoziński (1914–1921)
ks. Bolesław Kotnowski (1921–1927)
ks. Adam Borek (1927–1933)
ks. Julian Kowalski (1933–1935)
ks. Ignacy Tochowicz (1935–1940)
ks. Zygmunt Jaworski (1940–1941)
ks. Edmund Nabrdalik (1945–1958)
ks. Cezary Adamski (1958 –1970)
ks. Stanisław Bogdała (1970 –1999)
ks. Przemysław Niezgódka (1999–14.09.2017)
ks. Mariusz Kubisiak (15.09.2017 – obecnie); od 7 kwietnia do 7 października 2024 roku także administrator parafii Świętej Trójcy w Bolesławcu.